# Bisbigliando
A bisbigliando (olaszul suttogás) egy speciális tremolo-effekt a hárfán, ahol az akkord vagy hangjegy halkan és gyorsan ismétlődik. Általában két kéz szükséges hozzá. Ezt az effektet a pedálok enharmonikus felhangjai hozzák létre.
A kottaírásban három vonal, ami a trillákat jelöli.